# Fanny Biascamano
Fanny Biascamano (Sète, Hérault, 16 de septiembre de 1979), conocida simplemente como Fanny, es una cantante francesa de ascendencia española e italiana.

## Biografía
Fanny Biascamano nació el 16 de septiembre de 1979 en Sète, Hérault, Francia, de madre española y padre italiano. Se hizo conocer como cantante en 1991, participando en eventos musicales a la edad de 12 años en una secuencia de "Numéro 1 de demain" en los shows Sacrée Soirée conducido por el presentador de televisión Jean-Pierre Foucault en la cadena televisiva de TF1. Su interpretación de género rock de Édith Piaf interpretó uno de sus éxitos titulado "L'Homme à la moto", lo cual le permitió publicar su primer sencillo. En la que se ubicó en uno de los primeros lugares de las listas musicales de Francia, con el cual obtuvo un disco de oro.
Ese mismo año, lanzó su primer álbum, titulado Fanny, y su segundo sencillo, "Un poète disparu". En 1993, lanzó su segundo álbum, escrito por Didier Barbelivien, pero su éxito fue confidencial.
En 1997, fue elegida para representar a Francia en Eurovisión en Dublín, Irlanda, con un tema musical titulado "Sentiments songes". Se clasificó en el séptimo lugar con 95 puntos.

## Discografía

### Álbumes de estudio
- 1992: Fanny
- 1993: Chanteuse populaire

### Sencillos
- 1991: "L'Homme à la moto"
- 1992: "Un poète disparu"
- 1992: "On s'écrit"
- 1993: "Chanteuse populaire"
- 1994: "P'tit Paul"
- 1997: "Sentiments songes"